# Šmemis
aš-Šmemis (lahko tudi aš-Šmamis) je grad, oddaljen okoli 30 km jugovzhodno od sirskega mesta Hama, ob cesti med Hamo in Palmiro.
Grad, ki ga je v 13. stoletju dal na vrhu ugaslega ognjenika postaviti Asad ud-Din Širkoh, ajubidski guverner Hame, je danes v ruševinah z delno ohranjenimi stenami. 